# نورت گرانبی (کنتیکت)
نورت گرانبی (به انگلیسی: North Granby) یک منطقهٔ مسکونی در ایالات متحده آمریکا است که در کنتیکت واقع شده‌است. نورت گرانبی ۲۱٫۶ کیلومتر مربع مساحت و ۱٬۹۴۴ نفر جمعیت دارد و ۸۹٫۳۱ متر بالاتر از سطح دریا واقع شده‌است.